# Hruštín
Hruštín je obec na Slovensku v okrese Námestovo. Žije v ní přibližně 3 200 obyvatel.

## Historie
První písemná zmínka o vesnici pochází z roku 1588. Ve vsi se nachází římskokatolický kostel svatého Jana Křtitele z 19. století.

## Přírodní poměry
Obec se nachází v nadmořské výšce 697 metrů a rozkládá se na ploše 36,51 km². V jejím správním území leží část národní přírodní rezervace Minčol.

## Rodáci
- Andrej Martvoň (1891–1955), politik a lékárník